# Sirodesmium olivaceum
Sirodesmium olivaceum är en svampart som först beskrevs av Heinrich Friedrich Link, och fick sitt nu gällande namn av Tubaki 1958. Sirodesmium olivaceum ingår i släktet Sirodesmium, ordningen Chaetothyriales, klassen Eurotiomycetes, divisionen sporsäcksvampar och riket svampar.   Inga underarter finns listade i Catalogue of Life.